# Lidia Grychtołówna
Lidia Grychtołówna (ur. 18 lipca 1928 w Rybniku) – polska pianistka i pedagog.

## Życiorys
Dzieciństwo spędziła na Śląsku. Jej rodzina ze strony matki pochodziła ze Lwowa. Matka Antonina (1898-1991) grała dobrze na fortepianie. Ojciec, Karol Grychtoł (1897-1961) pracował w rybnickim starostwie.
Od 6 roku życia uczyła się gry na fortepianie u Wandy Chmielowskiej. Jeździła do niej z rodzicami na lekcje dwa razy w tygodniu z Rybnika do Katowic. W latach 1941–1944 uczyła się prywatnie u Karola Szafranka. W latach 1945–1951 studiowała w Państwowej Wyższej Szkole Muzycznej w Katowicach pod kierunkiem Wandy Chmielowskiej. Po ukończeniu studiów z najwyższym wyróżnieniem kontynuowała naukę u prof. Zbigniewa Drzewieckiego, a w latach 1957–1959 brała udział w kursach pod kierownictwem Artura Benedettiego Michelangelego.
Jest laureatką VII miejsca na V Międzynarodowym Konkursie Pianistycznym im. Fryderyka Chopina w Warszawie w 1955. W 1956 zdobyła III nagrodę na Międzynarodowym konkursie Pianistycznym im. Roberta Schumanna w Berlinie. W latach 1958 i 1959 otrzymała nagrody pozaregulaminowe na Międzynarodowym Konkursie Pianistycznym im. Ferruccio Busoniego w Bolzano i konkursie w Rio de Janeiro.
Koncertowała w całej Europie, Ameryce Południowej, Australii, Stanach Zjednoczonych, Meksyku, na Kubie, w Japonii, Chinach i Tajlandii. Ma bardzo szeroki repertuar sięgający od Bacha, przez Mozarta, Beethovena, Chopina, Schumanna, aż po klasyków XX wieku. Dokonała wielu nagrań płytowych, telewizyjnych i radiowych. Brała udział w międzynarodowych festiwalach muzycznych w Bergen, Atenach, Taorminie, Warszawie, Adelajdzie, Perth, Berlinie oraz Dubrowniku.
Prof. Lidia Grychtołówna zasiadała wielokrotnie w jury Konkursów Chopinowskich, a także innych międzynarodowych konkursów. Od 1986 do 2007 roku prowadziła działalność pedagogiczną na Uniwersytecie Johannesa Gutenberga w Moguncji.
Była żoną muzykologa Janusza Ekierta.

## Publikacje
- Gychtołówna Lidia, W metropoliach świata. Kartki z pamiętnika, Wydawnictwo: Melanż, październik 2013, ISBN 978-83-928029-7-6.

## Odznaczenia i nagrody
- Złoty Medal Miasta Mediolanu (1969)
- Nagroda Ministra Kultury i Sztuki II stopnia (1971)
- Krzyż Kawalerski Orderu Odrodzenia Polski (1971)
- Krzyż Oficerski Orderu Odrodzenia Polski (1980)
- Krzyż Komandorski Orderu Odrodzenia Polski (2005)
- Złoty Medal „Zasłużony Kulturze Gloria Artis” (2013)[3][4]
- Tytuł „Honorowego Obywatela Miasta Rybnika” (2017)[5]
- Doroczna Nagroda Ministra Kultury i Dziedzictwa Narodowego za całokształt twórczości (2021)[6]
- Koryfeusz Muzyki Polskiej w kategorii Nagroda Honorowa (2021)[7]
- Medal Stulecia Odzyskanej Niepodległości (2025)